# Distretto di Saboba
Il distretto di Saboba (ufficialmente Saboba District, in inglese) è un distretto della regione Settentrionale del Ghana.
Fino al 2008 era chiamato distretto di Saboba-Chereponi, in quell'anno la parte settentrionale del territorio fu scorporata per costituire il distretto di Chereponi che fa parte della Regione Nord Est.